# Neue Rheinische Zeitung
Neue Rheinische Zeitung (Nya Rhen-Tidningen) var en tysk dagstidning som gavs ut från den 1 juni 1848 till den 19 maj 1849. Redaktör var Karl Marx och redaktionen utgjordes av honom, Friedrich Engels, Wilhelm Wolff, Georg Weerth, Ferdinand Wolff, Ernst Dronke, Ferdinand Freiligrath och Heinrich Bürgers.
Neue Rheinische Zeitung företrädde en radikal, demokratisk hållning och dess politiska program bestod enligt Engels av två huvudpunkter: en enad, odelbar, demokratisk tysk republik och krig mot Ryssland.